# Alexandre Anantchenko
Alexandre Evguenievitch Anantchenko est un dirigeant russe qui est Premier ministre de la république populaire de Donetsk du 18 octobre 2018 au 8 juin 2022.

## Biographie
En octobre 2018, il est nommé Premier ministre. Il est confirmé dans ses fonctions en décembre de la même année. Il démissionne en juin 2022.
Il devient membre du Conseil de la fédération en décembre 2022.